# Фомин, Сергей Николаевич
Серге́й Никола́евич Фоми́н (25 сентября 1908, Царицын, Царицынский уезд — 1 сентября 1967, Ленинград) — советский оператор документального кино, фронтовой кинооператор в годы Великой Отечественной войны. Лауреат двух Сталинских премий (1941, 1946).

## Биография
Родился 12 (25) сентября 1908 года в Царицыне. В кино с 1925 года. Член ВКП(б) с 1929 года. С 1931 года на ленинградской фабрике «Союзфильм», позднее — на Ленинградской студии кинохроники, где работал осветителем, ассистентом оператора и операторм. С июня 1941 года — оператор на Балтийском флоте, снимал Таллинский переход. После войны вернулся на «Ленкинохронику». Автор около 2000 сюжетов для кинопериодики.
Член Союза кинематографистов СССР с 1963 года.
С. Н. Фомин скончался 1 сентября 1967 года.

## Фильмография
- 1932 — Под флагом наркома
- 1935 — Сергей Миронович Киров
- 1935 — Снежный марш
- 1935 — Счастливая юность (совм. с группой операторов)
- 1937 — Северный полюс завоёван нами (совм. с М. Трояновским, К. Писанко, В. Доброницким, О. Рейзман)
- 1938 — На морских рубежах (совм. с группой операторов)
- 1940 — Линия Маннергейма (совм. с группой операторов)
- 1942 — Ленинград в борьбе (совм. с группой операторов)
- 1943 — Балтика (совм. с Н. Долговым, О. Ивановым, А. Климовым, А. Погорелым, Б. Соркиным)
- 1943 — Ладога (совм. с группой операторов)
- 1944 — Великая победа под Ленинградом (совм. с группой операторов)
- 1945 — Разгром Японии (совм. с группой операторов)
- 1947 — Ленинград (совм. с Е. Учителем, О. Ивановым, Г. Трофимовым)[3]
- 1948 — Ивановские текстильщики
- 1950 — Досфлот (совм. С. Масленниковым, Г. Симоновым, Д. Ибрагимовым)
- 1952 — Легкоатлетические соревнования (совм. с группой операторов)
- 1952 — Первенство Советского Союза по лёгкой атлетике (совм. с Я. Блюмбергом, В. Валдайцевым, Б. Козыревым, С. Масленниковым, Г. Трофимовым, А. Погорелым)[4]
- 1954 — Рейс мира (совм. с С. Масленниковым, Я. Блюмбергом, В. Максимовичем, Г. Трофимовым, Ф. Овсянниковым, В. Страдиным)[5]
- 1955 — Визит английских кораблей
- 1955 — Калинин – Ленинград – Калинин
- 1956 — Гости из Манчестера (совм. с группой операторов)
- 1956 — На новом велотреке (совм. с группой операторов)
- 1956 — Соревнования гимнастов
- 1956 — Соревнования мотоциклистов (совм. с А. Погорелым, В. Страдиным, Г. Симоновым, Г. Трофимовым, Я. Блюмбергом)[6]
- 1957 — Медвежий цирк (совм. с А. Погорелым)
- 1958 — Венгерский цирк (совм. с группой операторов)
- 1958 — Мотогонки (совм. с группой операторов)
- 1959 — Подвиг Ленинграда

## Награды и премии
- Сталинская премия второй степени (1941) — за фильм «Линия Маннергейма» (1940)
- Сталинская премия первой степени (1946) — за фильм «Разгром Японии» (1945)
- орден Красного Знамени (23 мая 1940) — за участие в войне с белофиннами[7]
- орден Отечественной войны II степени (20 февраля 1943) — за участие в операциях БФ
- два ордена Красной Звезды (16 мая 1945 — был представлен к ордену Отечественной войны I степени; 13 ноября 1945)
- медали